# Festa Major del Fort Pienc
La Festa Major del Fort Pienc se celebra la primera quinzena de juny al barri barceloní del districte de l'Eixample Fort Pienc. L'Associació de Veïns i Veïnes del Fort Pienc encapçala l'organització de la festa, que se celebra des del 1995. El calendari festiu té activitats per a tots els gustos i edats, que comença la primera quinzena de juny i que es fa principalment als carrers, les places i els centres cívics del barri. Entre l'oferta del programa, es destaca la cercavila de gegants, la trobada castellera, una cantada d'havaneres, tallers i activitats d'animació per als més petits, concerts i balls, competicions esportives i grans àpats populars.

## Actes destacats
- Transeixample Gegantera. La imatgeria popular i tradicional participa en la festa major encapçalant una cercavila gegantera que recorre els carrers principals del barri. Hi prenen part figures de tota la ciutat i, fins i tot, de fora. L'entitat organitzadora és l'Associació Fal·lera Gegantera de la Sagrada Família.[1]
- Cantada d'havaneres. Cada any les havaneres, la cançó de taverna i el rom cremat tenen un lloc dins el programa festiu del barri. L'acte sol tenir reservat un dissabte a la nit, de manera que els veïns l'endemà no han de treballar i no frisen d'anar a dormir.[1]
- Trobada castellera. El Fort Pienc no té colla castellera, però així i tot ja és tradició que s'organitzi una jornada de castells durant la festa major, amb colles convidades, tant barcelonines com de més indrets del país.[1]
- Correfoc. La Cabrònica del Nord és la colla de diables del barri i s'encarrega d'organitzar cada any l'espectacle pirotècnic Tancafocs de la Cabrònica del Nord, que fa un itinerari pels carrers principals.[1]